# Coupe d'Irlande de football 1946-1947
Navigation
Édition précédente Édition suivante
La Coupe d'Irlande de football 1946-1947, en anglais The Football Association of Ireland Challenge Cup, est la 26e édition de la Coupe d'Irlande de football organisée par la Fédération d'Irlande de football. La compétition commence le 15 février 1947, pour se terminer le 24 avril 1947. Le Cork United remporte pour la deuxième fois la compétition en battant en finale le Bohemian FC. 

## Organisation
La compétition rassemble seulement huit clubs. Ils évoluent tous dans le championnat d'Irlande. La formule de l'épreuve s'adapte au faible nombre de participants puisque les matchs du premier tour et les demi-finales se disputent avec des rencontres aller-retour et non plus sur élimination directe sur un tour.

## Premier tour
Les matchs se déroulent les 15 et 16 février 1947 pour les matchs aller, le 13 février puis les 5, 12 et 13 mars pour les matchs retour. 
| Équipe 1      | Score | Équipe 2               | Aller | Retour |
| ------------- | ----- | ---------------------- | ----- | ------ |
| Shelbourne FC | 1-1   | Shamrock Rovers        | 0-1   | 0-1    |
| Shelbourne FC | 5-2   | Shamrock Rovers        |       |        |
| Bohemian FC   | 4-2   | Drumcondra FC          | 3-0   | 1-2    |
| Cork United   | 10-2  | Waterford United       | 9-1   | 1-1    |
| Dundalk FC    | 2-3   | Limerick Football Club | 1-0   | 1-3    |

## Demi-finales
Les matchs se déroulent le 23 mars 1947 pour les matchs aller et les 29 et 30 mars pour les matchs retour. Les matchs se déroulent à Dalymount Park à Dublin et au Mardyke à Cork.
| Première demi-finale, match aller | Cork United   | 1-0 | Limerick Football Club | The Mardyke, Cork |  |
| 23 mars 1947                      | Paddy O'Leary |     |                        |                   |  |

| Première demi-finale, match retour | Limerick Football Club | 3-3 | Cork United                   | Dalymount Park, Dublin |  |
| 7 avril 1946                       | Murphy · Hartery       |     | Sean McCarthy · Paddy O'Leary |                        |  |

Cork United remporte la demi-finale avec un score cumulé de 4 buts à 3.
| Deuxième demi-finale, match aller | Bohemian Football Club                         | 3-2 | Shelbourne Football Club | Dalymount Park, Dublin |  |
| 23 mars 1947                      | Mick O'Flanagan · Eugene Kirby · Franck Morris |     | Malone                   |                        |  |

| Deuxième demi-finale, match retour | Shelbourne Football Club | 3-3 | Bohemian Football Club                           | Dalymount Park, Dublin |  |
| 29 mars 1947                       | Hanson · Malone          |     | Mick O'Flanagan · Tommy Halpin · Brendan O'Kelly |                        |  |

Bohemian se qualifie pour la finale en éliminant Shelbourne sur un score cumulé de 6 buts à 5.

## Finale
La finale a lieu le 20 avril 1947. Elle se déroule devant 20 988 spectateurs rassemblés dans le Dalymount Park à Dublin. Les deux finalistes n'arrivent pas à se départager et se séparent sur un score d'égalité 2-2.
Une finale d'appui est organisée quatre jours plus tard, le 24 avril 1947. C'est le Cork United Football Club qui prend le dessus et l'emporte sur les Bohemians 2 buts à 0 devant une petite assemblée de 5 519 spectateurs. Cork United remporte ainsi sa deuxième et dernière Coupe d'Irlande.
| Finale        | Cork United Football Club | 2-2     | Bohemian Football Club | Dalymount Park, Dublin                              |                                                     |
| 20 avril 1947 | Leo Denning 12e (csc) · Sean McCarthy 29e | (2-1)   | Mick O'Flanagan 37e · Tommy Halpin 70e | Spectateurs : 20 988 Arbitrage : T. Butler (Dublin) | Spectateurs : 20 988 Arbitrage : T. Butler (Dublin) |
| 20 avril 1947 | Jimmy 'Fox' Foley, Johnny McGowan, Dave Noonan, Jack O'Reilly, Florrie Burke, Paddy Noonan, Jackie O'Driscoll, Sean McCarthy, Paddy O'Leary, Tommy Moroney, Owen Madden | Équipes | Leo Denning, Billy Cleary, Eddie Eccles, Danny Cameron, Shay Nolan, Tommy Halpin, Bobby Smith, Franck Morris, Mick O'Flanagan, Brendan O'Kelly, Eugene Kirby | Spectateurs : 20 988 Arbitrage : T. Butler (Dublin) | Spectateurs : 20 988 Arbitrage : T. Butler (Dublin) |

| Finale, match d'appui. | Cork United Football Club | 2-0     | Bohemian Football Club | Dalymount Park, Dublin                             |                                                    |
| 24 avril 1947          | Sean McCarthy 24e · Tommy Moroney 45e | (2-0)   | | Spectateurs : 5 519 Arbitrage : T. Butler (Dublin) | Spectateurs : 5 519 Arbitrage : T. Butler (Dublin) |
| 24 avril 1947          | Jimmy 'Fox' Foley, Johnny McGowan, Dave Noonan, Jack O'Reilly, Florrie Burke, Paddy Noonan, Jackie O'Driscoll, Sean McCarthy, Paddy O'Leary, Tommy Moroney, Owen Madden | Équipes | Leo Denning, Billy Richardson, Eddie Eccles, Danny Cameron, Shay Nolan, Tommy Halpin, Bobby Smith, Franck Morris, Mick O'Flanagan, Brendan O'Kelly, Eugene Kirby | Spectateurs : 5 519 Arbitrage : T. Butler (Dublin) | Spectateurs : 5 519 Arbitrage : T. Butler (Dublin) |